# Caracolí (kommunhuvudort)
Caracolí är en kommunhuvudort i Colombia.   Den ligger i departementet Antioquía, i den centrala delen av landet, 210 km norr om huvudstaden Bogotá. Caracolí ligger 643 meter över havet och antalet invånare är 3 120.
Terrängen runt Caracolí är huvudsakligen lite kuperad. Caracolí ligger nere i en dal. Runt Caracolí är det ganska glesbefolkat, med 25 invånare per kvadratkilometer. Caracolí är det största samhället i trakten. Omgivningarna runt Caracolí är en mosaik av jordbruksmark och naturlig växtlighet.